# Asura avernalis
Asura avernalis är en fjärilsart som beskrevs av Butler 1887. Asura avernalis ingår i släktet Asura och familjen björnspinnare. Inga underarter finns listade i Catalogue of Life.